# San Felices de Buelna
San Felices de Buelna és un municipi de la Comunitat Autònoma de Cantàbria. Limita al nord amb Torrelavega i Cartes, al sud amb Anievas, a l'est amb Corvera de Toranzo i Puente Viesgo i a l'oest amb Los Corrales de Buelna. Es troba en la comarca de Besaya i pel seu territori discorre el riu Besaya.

## Localitats
- La Bárcena, 4 hab.
- Jaín, 204 hab.
- Llano, 223 hab.
- Mata, 548 hab.
- Posajo Penías, 76 hab.
- Rivero (Capital), 338 hab.
- Sopenilla, 175 hab.
- Sovilla, 258.
- Tarriba, 413 hab.

## Demografia
| 1900  | 1910  | 1920  | 1930  | 1940  | 1950  | 1960  | 1970  | 1980  | 1990  | 2000  | 2005  |
| ----- | ----- | ----- | ----- | ----- | ----- | ----- | ----- | ----- | ----- | ----- | ----- |
| 1.404 | 1.538 | 1.597 | 2.143 | 2.503 | 2.719 | 3.362 | 2.854 | 2.497 | 2.385 | 2.168 | 2.241 |

Font: INE

## Administració
| Eleccions municipals, 25 de maig de 2003 |      |        |          |
| Partit                                   | Vots | %      | Regidors |
| PRC                                      | 1372 | 78,04% | 10       |
| PSOE                                     | 196  | 11,15% | 1        |

| Eleccions municipals, 27 de maig de 2007 |      |        |          |
| Partit                                   | Vots | %      | Regidors |
| PRC                                      | 1414 | 81,97% | 10       |
| PSOE                                     | 162  | 9,39%  | 1        |